# Сормон
Сормо́н (фр. Sormonne) — коммуна во Франции, находится в регионе Шампань — Арденны. Департамент — Арденны. Входит в состав кантона Ранве. Округ коммуны — Шарлевиль-Мезьер.
Код INSEE коммуны — 08429.
Коммуна расположена приблизительно в 195 км к северо-востоку от Парижа, в 100 км севернее Шалон-ан-Шампани, в 12 км к западу от Шарлевиль-Мезьера.

## Население
Население коммуны на 2008 год составляло 568 человек.
| 1962 | 1968 | 1975 | 1982 | 1990 | 1999 | 2008 |
| ---- | ---- | ---- | ---- | ---- | ---- | ---- |
| 208  | 223  | 231  | 397  | 531  | 542  | 568  |

## Экономика
В 2007 году среди 394 человек в трудоспособном возрасте (15—64 лет) 298 были экономически активными, 96 — неактивными (показатель активности — 75,6 %, в 1999 году было 72,7 %). Из 298 активных работали 278 человек (142 мужчины и 136 женщин), безработных было 20 (10 мужчин и 10 женщин). Среди 96 неактивных 26 человек были учениками или студентами, 34 — пенсионерами, 36 были неактивными по другим причинам.

## Достопримечательности
- Церковь Св. Иоанна Крестителя[фр.] (XV—XVI века). Алтарь, облицовочная панель, запрестольный образ, иконы, престол для проповедей являются историческими памятниками.[3]

## Фотогалерея
- Церковь Св. Иоанна Крестителя и памятник погибшим в Первой мировой войне
- Мэрия
- Въезд в Сормон